# Informační proces
Informačním procesem rozumíme cestu informace mezi jejím vznikem a užitím (či mezi tvůrcem a uživatelem). Přenos informací je většinou umožněn za pomocí informačního systému.

## Informační činnosti
Informační proces se skládá z informačních činností, které zajišťují přenos těchto informací. Mezi tyto činnosti zařadíme: akvizici, vstupní zpracování, uložení do fondu, výstupní zpracování a vyhodnocení informace. 